# Nieuwmunster
Nieuwmunster és un nucli del municipi de Zuienkerke a la província Flandes Occidental de Bèlgica. El 2006 tenia 491 habitants, regat pel canal Blankenbergse Vaart.

## Història

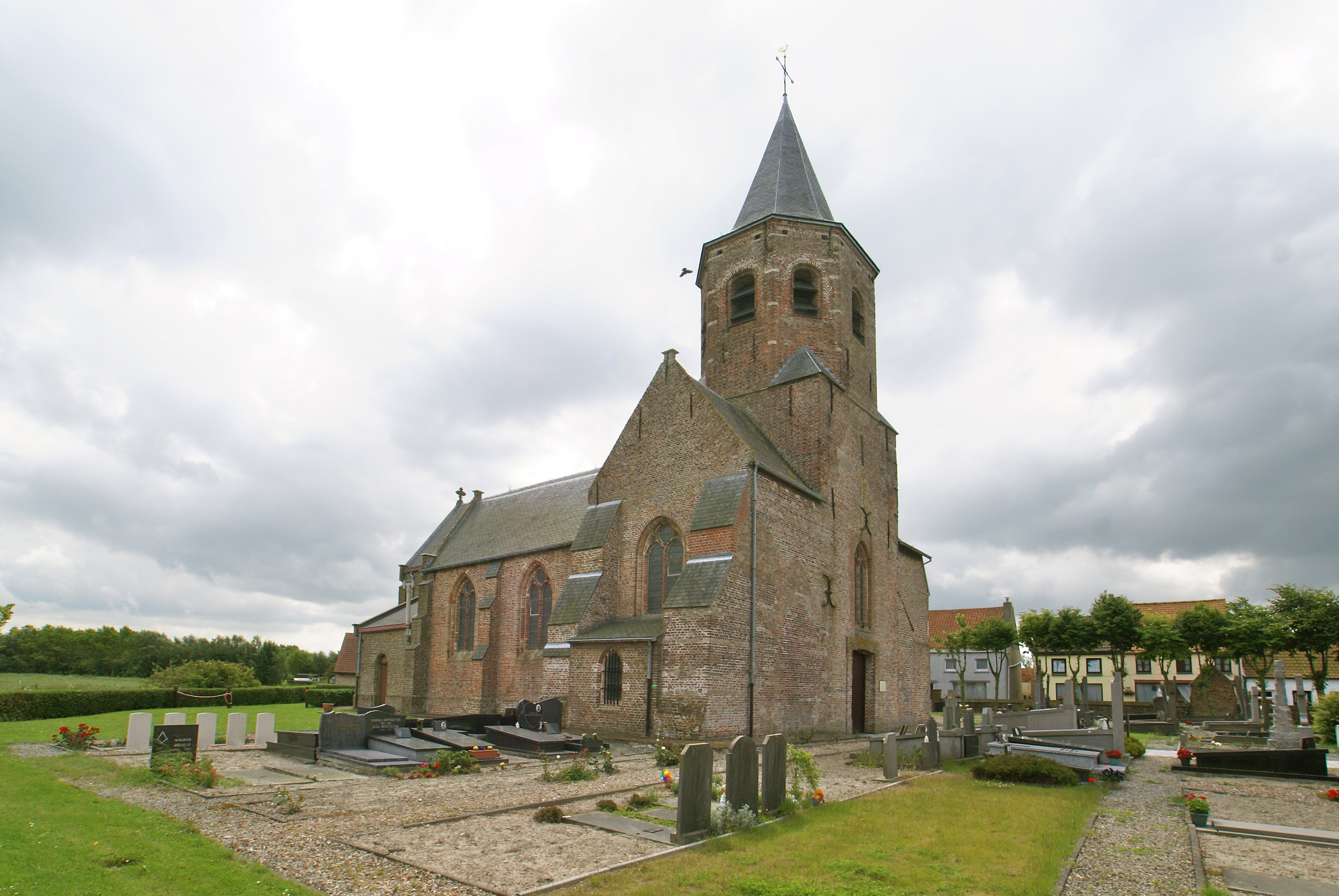
Església de Bartomeu

Es van trobar traces d'un assentament de l'època gal·loromana. Els primers esments escrits novum templum i Nieumonstra (= monestir nou) daten del segle xiii, però el poble probablement va crear-se més aviat al segle xi. El 1128, Thierry d'Alsàcia, el comte de Flandes va cedir la part nord-oest de la parròquia als Templers que van construir-hi dues masies. El reste era un feu del cavaller Radulfus van Roden que va donar-lo el 1222 a l'abadia de Sint-Andries. Després de la supressió de l'orde dels Templers el 1312, les seves possessions a Nieuwmunster van passar a l'abadia de Santa Clara de Bruges. Durant el moviment protestant d'iconoclàstia a l'època de l'ocupació per la corona de Castella a la fi del segle xvi, l'església va ser incendiada.
Nieuwmunster sempre va ser un poble rural a l'Uitkerkse pòlder principalment dedicat a la ramaderia. Des de la creació del municipi, sota l'ocupació francesa del 1795 fins a la fusió amb Zuienkerke el 1977 la demografia no va gaire canviar: 266 habitants als 1796 i 232 al 2009. Fins al 1977 tenia un tros d'uns 400 m de platja al mar del Nord que va haver de cedir per permetre la fusió dels municipis De Haan i Wenduine.

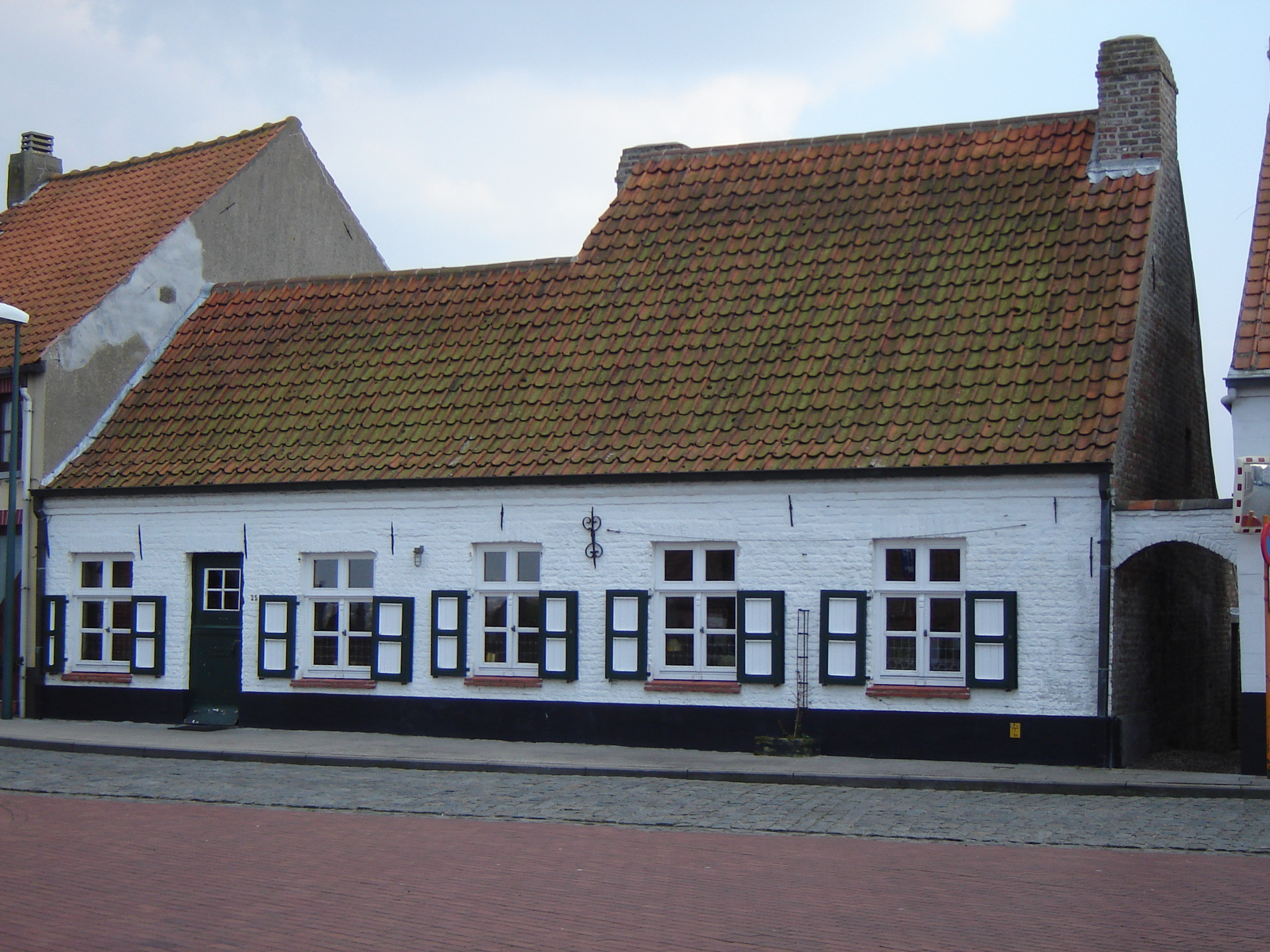
Casa típica al carrer Doelhofstraat
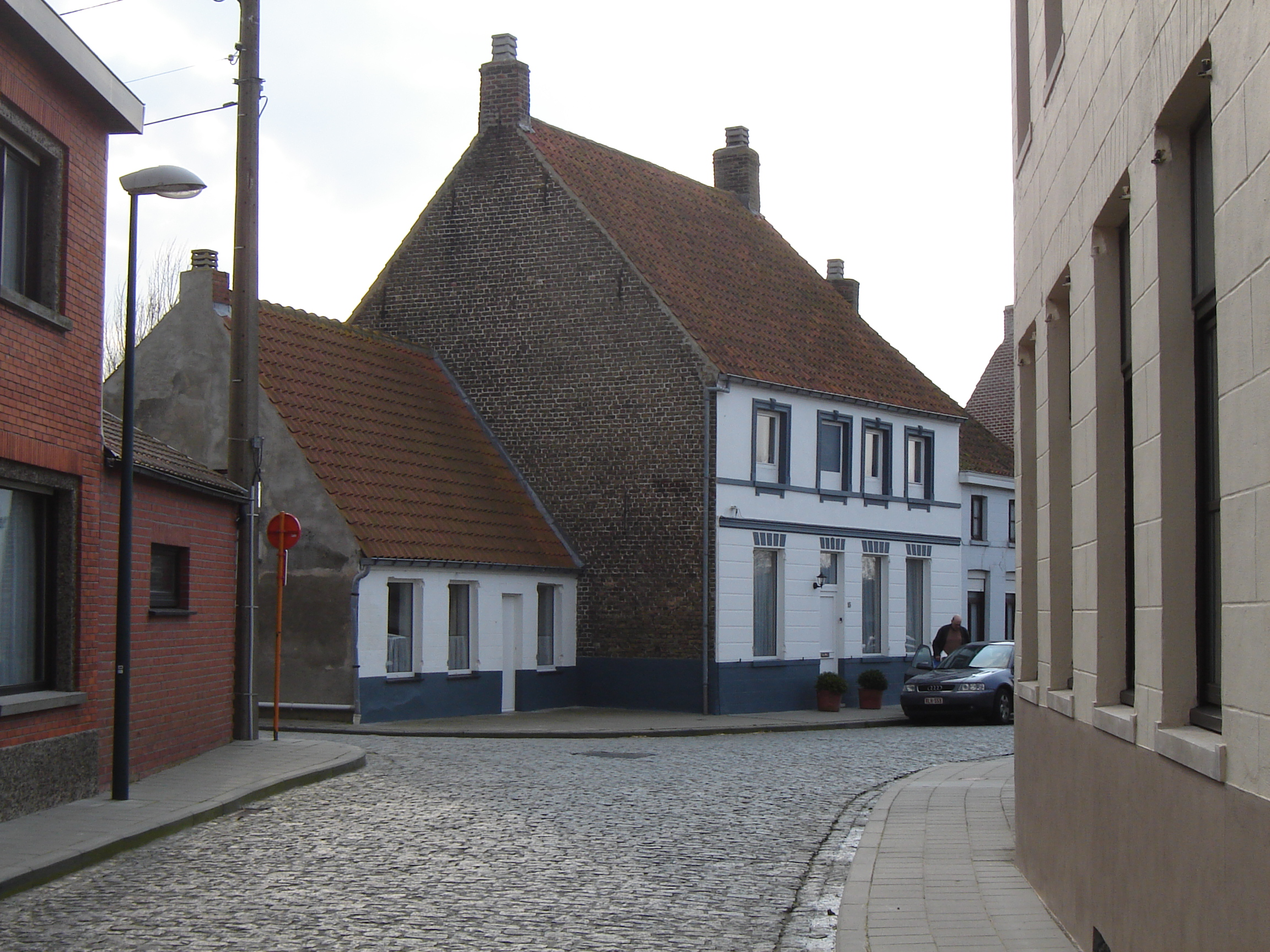
Carrer major Doelhofstraat
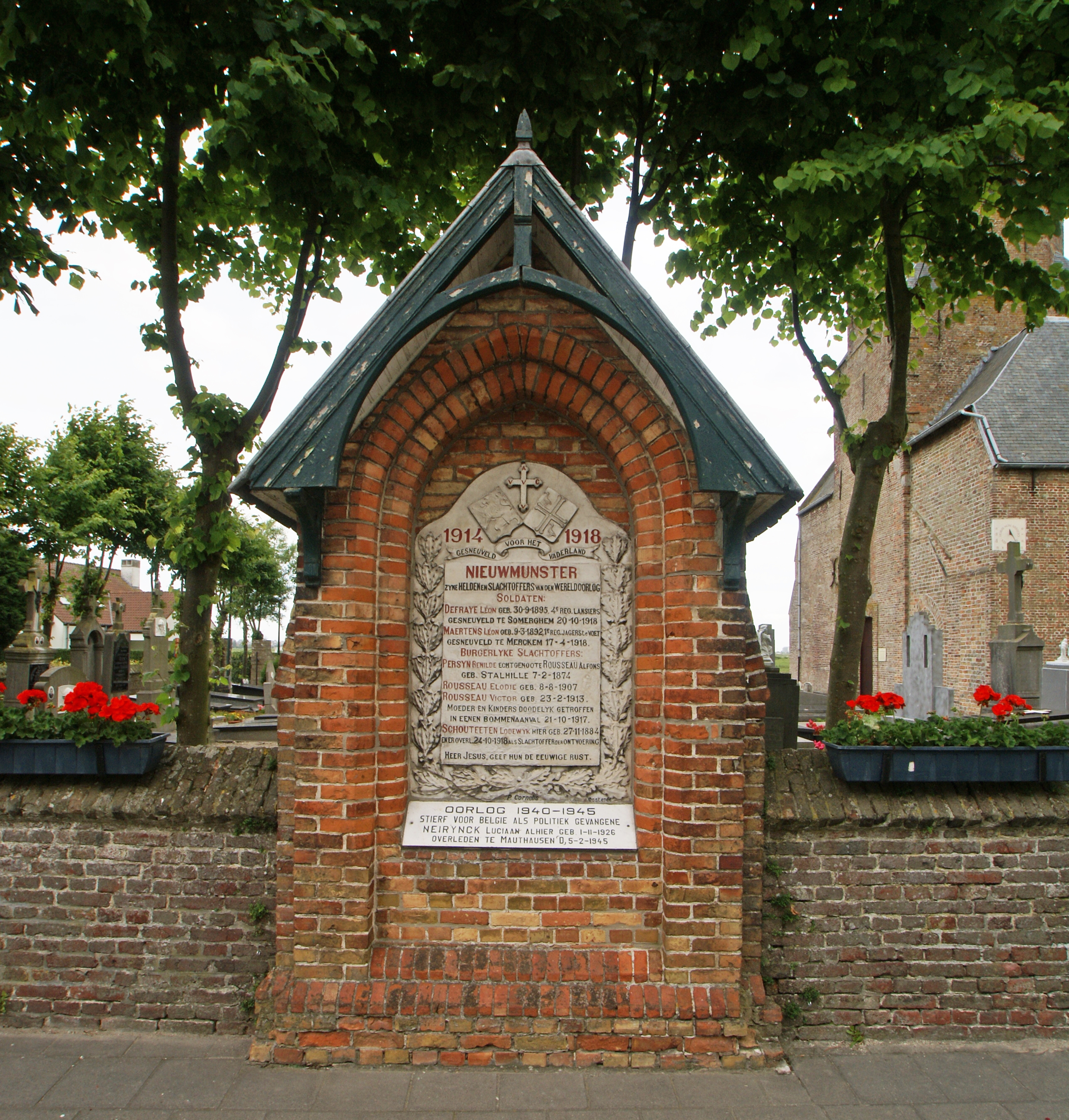
Monument a les víctimes civils i militars de les dues guerres mundials

## Fill predilecte de Nieuwmunster
- Luciaan Neirynck, presoner polític mort a Mauthausen al 5 de febrer de 1945[3]